# Râul Iezerul Mare, Cibin
Râul Iezerul Mare este unul din cele două brațe care formează Râul Mare.